# Vensac
Vensac est une commune du Sud-Ouest de la France, située dans le département de la Gironde (région Nouvelle-Aquitaine).

## Géographie

### Localisation
La commune se situe à la pointe du Médoc. Elle est bordée à 9 km à l'ouest par l'océan Atlantique, derrière un cordon dunaire dénué de constructions puis une pinède-chênaie de 2 000 ha trouée de quelques champs. À l'est s'étendent les vignes, de part et d'autre de la ligne de chemin de fer Bordeaux-Le Verdon. La surface encore humide mais drainée laisse apparaître de rares étangs. Vensac est traversée à l'est par la route départementale D1 (route de Saint-Vivien), issue de la départementale D1215, puis en son centre par la D101, dite route de la Lande puis La Graouse, pour rejoindre 6 km plus loin la route des Lacs. La Gironde s'écoule 10 km à l'est.
Elle forme avec la commune de Saint-Vivien-de-Médoc, l'unité urbaine de Saint-Vivien-de-Médoc.

### Communes limitrophes
Les communes limitrophes sont  Grayan-et-l'Hôpital, Jau-Dignac-et-Loirac, Queyrac, Saint-Vivien-de-Médoc et Vendays-Montalivet.
|                  | Grayan-et-l'Hôpital | Saint-Vivien-de-Médoc |
| Océan Atlantique | Vensac              | Jau-Dignac-et-Loirac  |
|                  | Vendays-Montalivet  | Queyrac               |

### Climat
Le climat qui caractérise la commune est qualifié, en 2010, de « climat océanique franc », selon la typologie des climats de la France qui compte alors huit grands types de climats en métropole. En 2020, la commune ressort du type « climat océanique » dans la classification établie par Météo-France, qui ne compte désormais, en première approche, que cinq grands types de climats en métropole. Ce type de climat se traduit par des températures douces et une pluviométrie relativement abondante (en liaison avec les perturbations venant de l'Atlantique), répartie tout au long de l'année avec un léger maximum d'octobre à février.
Les paramètres climatiques qui ont permis d’établir la typologie de 2010 comportent six variables pour les températures et huit pour les précipitations, dont les valeurs correspondent à la normale 1971-2000. Les sept principales variables caractérisant la commune sont présentées dans l'encadré ci-après.
| Paramètres climatiques communaux sur la période 1971-2000 - Moyenne annuelle de température : 13 °C - Nombre de jours avec une température inférieure à −5 °C : 1,4 j - Nombre de jours avec une température supérieure à 30 °C : 5,4 j - Amplitude thermique annuelle : 13,8 °C - Cumuls annuels de précipitation : 881 mm - Nombre de jours de précipitation en janvier : 12,5 j - Nombre de jours de précipitation en juillet : 6,6 j |

Avec le changement climatique, ces variables ont évolué. Une étude réalisée en 2014 par la Direction générale de l'Énergie et du Climat complétée par des études régionales prévoit en effet que la  température moyenne devrait croître et la pluviométrie moyenne baisser, avec toutefois de fortes variations régionales. La station météorologique de Météo-France installée sur la commune et mise en service en 1984 permet de connaître l'évolution des indicateurs météorologiques. Le tableau détaillé pour la période 1981-2010 est présenté ci-après.
| Mois                                  | jan.           | fév.          | mars          | avril         | mai         | juin           | jui.         | août          | sep.        | oct.          | nov.            | déc.            | année     |
| ------------------------------------- | -------------- | ------------- | ------------- | ------------- | ----------- | -------------- | ------------ | ------------- | ----------- | ------------- | --------------- | --------------- | --------- |
| Température minimale moyenne (°C)     | 2,6            | 2,7           | 4,4           | 6,4           | 9,9         | 12,6           | 14,1         | 14            | 11,5        | 9,4           | 5,5             | 3,4             | 8,1       |
| Température moyenne (°C)              | 6,4            | 7,2           | 9,6           | 11,8          | 15,5        | 18,3           | 20,1         | 20,2          | 17,6        | 14,5          | 9,6             | 7               | 13,2      |
| Température maximale moyenne (°C)     | 10,1           | 11,8          | 14,9          | 17,1          | 21,1        | 24,1           | 26,1         | 26,4          | 23,8        | 19,6          | 13,8            | 10,7            | 18,3      |
| Record de froid (°C) date du record   | −16 16.01.1985 | −9 11.02.1986 | −10 01.03.05  | −4 21.04.1991 | 1 14.05.10  | 4,5 02.06.1997 | 6 04.07.1990 | 5 30.08.1986  | 3 28.09.10  | −3 25.10.03   | −7,5 21.11.1993 | −8,5 17.12.09   | −16 1985  |
| Record de chaleur (°C) date du record | 19 06.01.1999  | 24 23.02.1990 | 26,5 20.03.05 | 32 30.04.05   | 34 30.05.01 | 38,5 26.06.11  | 39 18.07.06  | 40,5 04.08.03 | 35 07.09.06 | 30,5 02.10.11 | 23 02.11.05     | 21,5 16.12.1989 | 40,5 2003 |
| Précipitations (mm)                   | 88,9           | 63,3          | 60,5          | 71,1          | 63,9        | 59,5           | 47,3         | 50,7          | 73,4        | 102,5         | 113,4           | 107,5           | 902       |

## Urbanisme

### Typologie
Au 1er janvier 2024, Vensac est catégorisée commune rurale à habitat dispersé, selon la nouvelle grille communale de densité à sept niveaux définie par l'Insee en 2022.
Elle appartient à l'unité urbaine de Saint-Vivien-de-Médoc, une agglomération intra-départementale regroupant deux  communes, dont elle est une commune de la banlieue,,. Par ailleurs la commune fait partie de l'aire d'attraction de Lesparre-Médoc, dont elle est une commune de la couronne,. Cette aire, qui regroupe 12 communes, est catégorisée dans les aires de moins de 50 000 habitants,.
La commune, bordée par l'océan Atlantique, est également une commune littorale au sens de la loi du 3 janvier 1986, dite loi littoral. Des dispositions spécifiques d’urbanisme s’y appliquent dès lors afin de préserver les espaces naturels, les sites, les paysages et l’équilibre écologique du littoral, tel le principe d'inconstructibilité, en dehors des espaces urbanisés, sur la bande littorale des 100 mètres, ou plus si le plan local d’urbanisme le prévoit.

### Occupation des sols

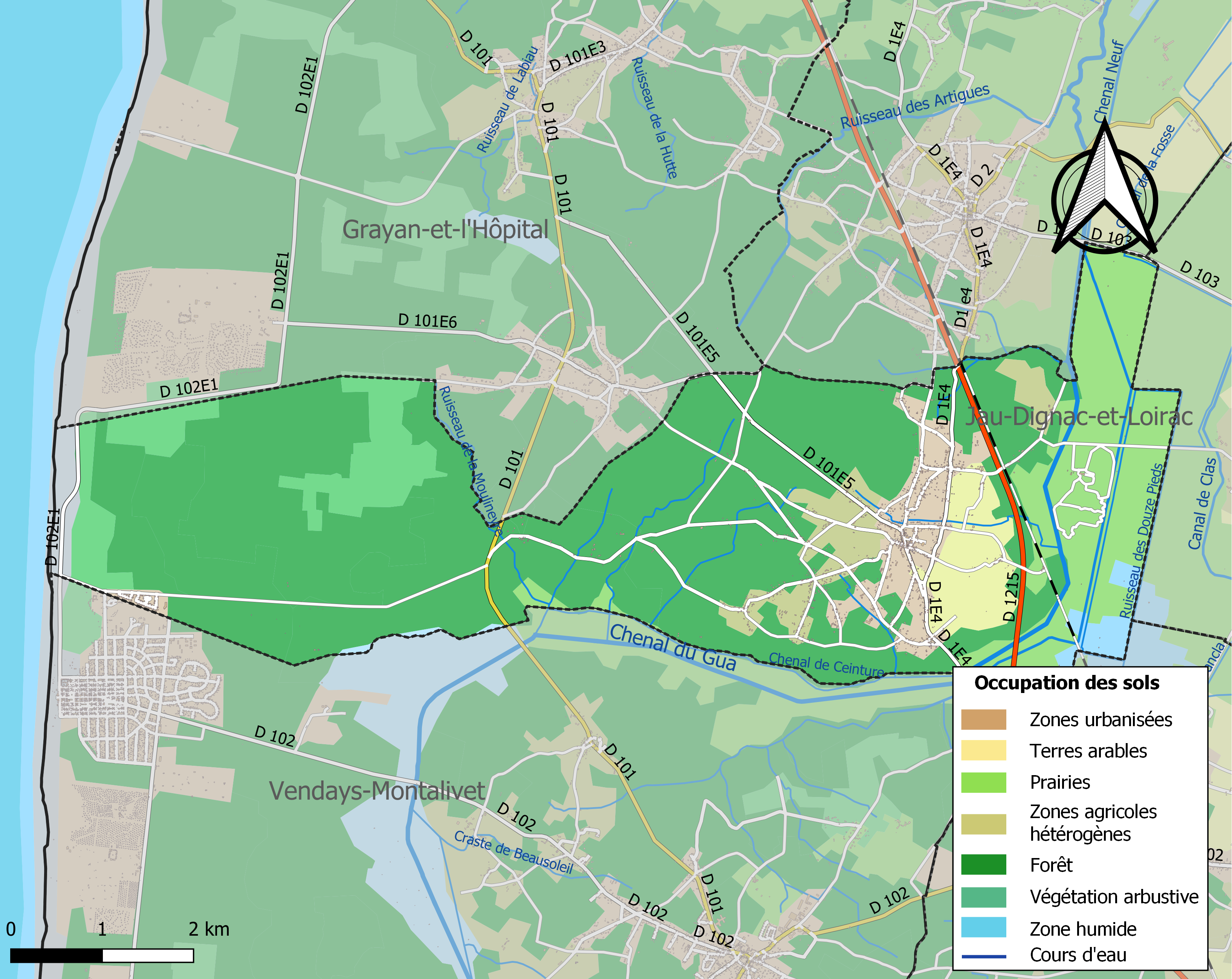
Carte des infrastructures et de l'occupation des sols de la commune en 2018 (CLC).

L'occupation des sols de la commune, telle qu'elle ressort de la base de données européenne d’occupation biophysique des sols Corine Land Cover (CLC), est marquée par l'importance des forêts et milieux semi-naturels (69,7 % en 2018), une proportion sensiblement équivalente à celle de 1990 (70 %). La répartition détaillée en 2018 est la suivante : 
forêts (61,8 %), prairies (15,6 %), milieux à végétation arbustive et/ou herbacée (6,7 %), zones urbanisées (5,3 %), zones agricoles hétérogènes (4 %), cultures permanentes (3,9 %), espaces ouverts, sans ou avec peu de végétation (1,2 %), zones humides côtières (1,2 %), zones humides intérieures (0,2 %). L'évolution de l’occupation des sols de la commune et de ses infrastructures peut être observée sur les différentes représentations cartographiques du territoire : la carte de Cassini (XVIIIe siècle), la carte d'état-major (1820-1866) et les cartes ou photos aériennes de l'IGN pour la période actuelle (1950 à aujourd'hui).

### Risques majeurs
Le territoire de la commune de Vensac est vulnérable à différents aléas naturels : météorologiques (tempête, orage, neige, grand froid, canicule ou sécheresse), inondations, feux de forêts, mouvements de terrains et séisme (sismicité très faible). Un site publié par le BRGM permet d'évaluer simplement et rapidement les risques d'un bien localisé soit par son adresse soit par le numéro de sa parcelle.
Certaines parties du territoire communal sont susceptibles d’être affectées par le risque d’inondation par débordement de cours d'eau, notamment le chenal du Gua,  et par submersion marine. La commune a été reconnue en état de catastrophe naturelle au titre des dommages causés par les inondations et coulées de boue survenues en 1982, 1983, 1992, 1993, 1999 et 2009,.
Vensac est exposée au risque de feu de forêt. Depuis le 20 avril 2016, les départements de la Gironde, des Landes et de Lot-et-Garonne disposent d’un règlement interdépartemental de protection de la forêt contre les incendies. Ce règlement vise à mieux prévenir les incendies de forêt, à faciliter les interventions des services et à limiter les conséquences, que ce soit par le débroussaillement, la limitation de l’apport du feu ou la réglementation des activités en forêt. Il définit en particulier cinq niveaux de vigilance croissants auxquels sont associés différentes mesures. Sur le plan de l'aménagement du territoire la commune dispose d'un plan de prévention des risques incendies feux de forêts (PPRIF).
Les mouvements de terrains susceptibles de se produire sur la commune sont des avancées dunaires. La migration dunaire est le mouvement des dunes, vers l’intérieur des terres. Les actions conjuguées de la mer et du vent ont pour effet de déplacer les sables et donc de modifier la morphologie du littoral.

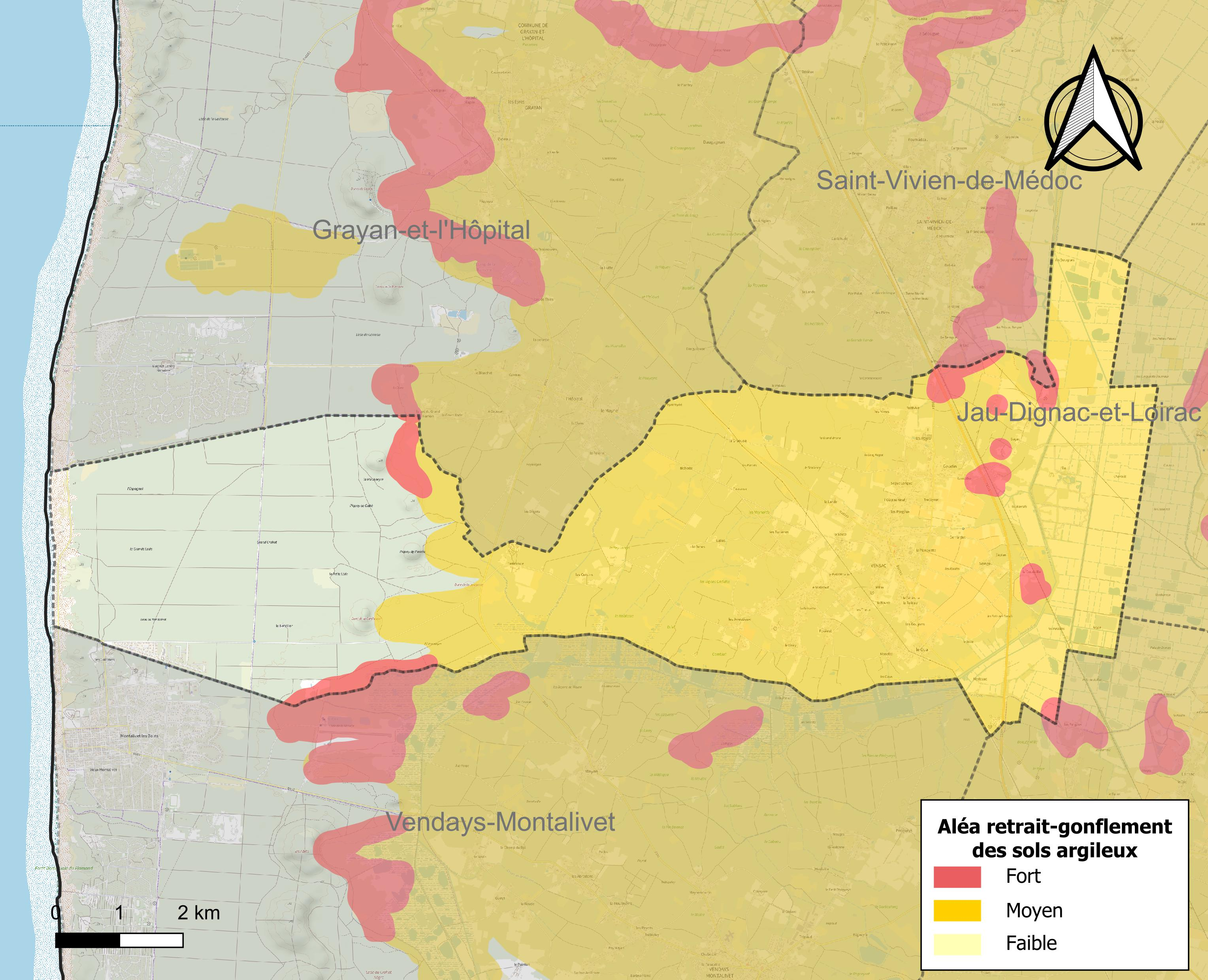
Carte des zones d'aléa retrait-gonflement des sols argileux de Vensac.

Le retrait-gonflement des sols argileux est susceptible d'engendrer des dommages importants aux bâtiments en cas d’alternance de périodes de sécheresse et de pluie. 70 % de la superficie communale est en aléa moyen ou fort (67,4 % au niveau départemental et 48,5 % au niveau national). Sur les 802 bâtiments dénombrés sur la commune en 2019,  739 sont en aléa moyen ou fort, soit 92 %, à comparer aux 84 % au niveau départemental et 54 % au niveau national. Une cartographie de l'exposition du territoire national au retrait gonflement des sols argileux est disponible sur le site du BRGM,.
Concernant les mouvements de terrains, la commune a été reconnue en état de catastrophe naturelle au titre des dommages causés par des mouvements de terrain en 1999.

## Histoire
Vensac (ou Bensac, Benssac conformément à la prononciation gasconne) est mentionnée dès le XVe siècle sur les cartes, sous les traits d'un plateau entouré de lagunes sablonneuses et de marais ponctués de pins maritimes, derrière un cordon dunaire. Une voie romaine, qualifiée comme telle par la mémoire collective, laisse imaginer une activité humaine remontant au moins à l'antiquité. Cette voie, nommée « chemin de la Reyne », traverse le marais de la Perge au Gua, puis continue en ligne droite jusqu'à la Graouse (selon un cheminement bordé au sud puis partiellement repris par la ligne à haute tension et appelé chemin rural n° 21 de la Reine), avant de poursuivre vers Grayan-et-l'Hôpital d'où elle rejoint la route du littoral. Son nom, aussi connu sous l'Aleyreyne, proviendrait d'une légende évoquant l'accouchement d'une reine sur une large pierre creusée par la voie, au lieu-dit Peyrereyne.
Des premières installations matérielles chrétiennes ne reste que l'église romane Saint-Pierre, datée pour une part du XIIe siècle (abside), complétée au XVIIe siècle par une nef ornée de décorations polychromes et d'une flèche. Une activité agricole locale accompagnait les pêcheries installées tout autour des nombreux étangs, il en subsiste un moulin à vent de meunier daté du XVIIIe siècle qui restera exploité jusqu'en 1939.
Vensac était le fief de deux seigneuries, celle de Sarsins (ou Cercins) à l’ouest et celle de Tastes. Cette dernière disposait, non loin du Gua, d'une maison fortifiée avec douves et trois tours avec créneaux, qui lui permettait de contrôler les échanges entre le Haut et le Bas-Médoc.
Les dunes qui bordent le littoral de la commune ont enseveli l’ancien village d'Artigue-Estremeyre au XVIIe siècle.
Au XVIIIe siècle, on comptait les villages de Gaudin, Le Treuil, Les Arrestieux, Panissas, Les Gahets… et les dunes dénommées Piquey de la Moulineyre, des Hougasses, de l'Estremeyre et de Coutet.
En 1856 apparaissent les premiers travaux de drainage sous la supervision de François Chambrelent, chargé du développement de la sylviculture en Gironde. Ces aménagements réduiront de manière significative le nombre de pêcheries et l'élevage, deux activités prépondérantes jusqu'alors. La naissance d'une forêt mêlant feuillus et résineux amènera l'apparition d'une population de gibiers abondante.
À partir des années 1960 les polycultures s'effacent inexorablement devant la forêt, les parcelles sont abandonnées au profit de quelques constructions supplémentaires.

### Héraldique
| Blason de Vensac | « Parti, au premier d'argent aux trois pins de sinople fûtés d'argent sur une terrasse d'or sommée d'une mer d'azur, au second d'azur au moulin d'argent ouvert de sable accosté de deux grappes d'argent sur une terrasse de sinople ; le tout au chef de gueules chargé d'un lion léopardé d'or sommé de l'inscription « Vensac » en lettres capitales de sable ; à la champagne d'argent chargée de seize rais de sinople divergeant du chef à la pointe sommée d'argent. » |

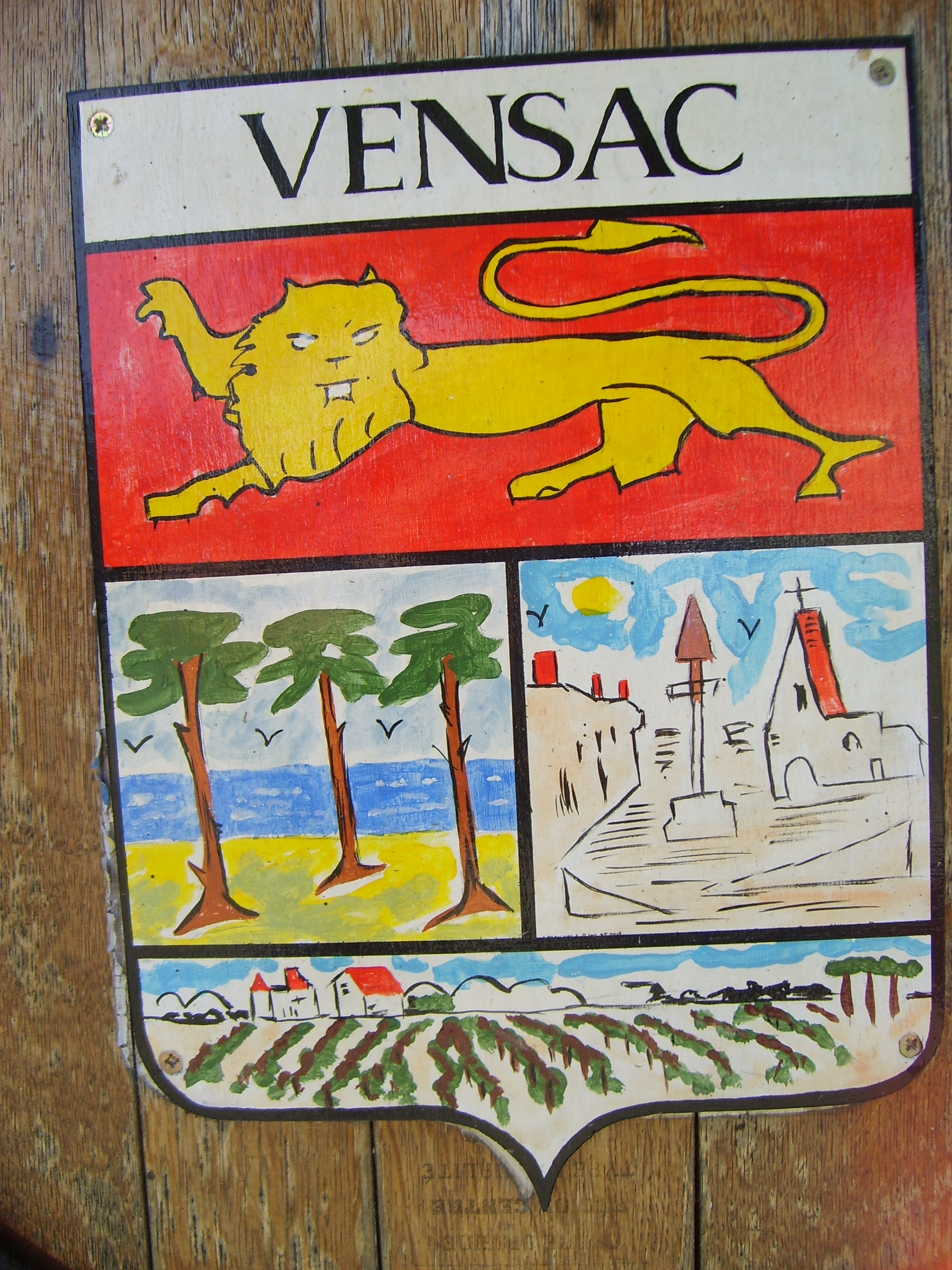
Dessin originel

Le dessin originel du blason est une composition paysagère contemporaine non blasonnable. Le blason vectoriel est une reconstitution alliée à une simplification permettant le blasonnement et le respect des codes héraldiques. Le paysage urbain a été remplacé par le moulin du XVIIIe siècle de la commune, figure du tourisme local, accosté de deux grappes évoquant l'activité viticole. La champagne d'argent à seize rais remplace le dessin paysager des vignes. Cette version est ouverte aux améliorations. 

## Politique et administration
| Période                                  | Période  | Identité          | Étiquette | Qualité  |
| ---------------------------------------- | -------- | ----------------- | --------- | -------- |
| avant 1988                               | ?        | Gilberte Guéguen  |           |          |
| mars 2001                                | En cours | Jean-Luc Piquemal |           | Retraité |
| Les données manquantes sont à compléter. |          |                   |           |          |

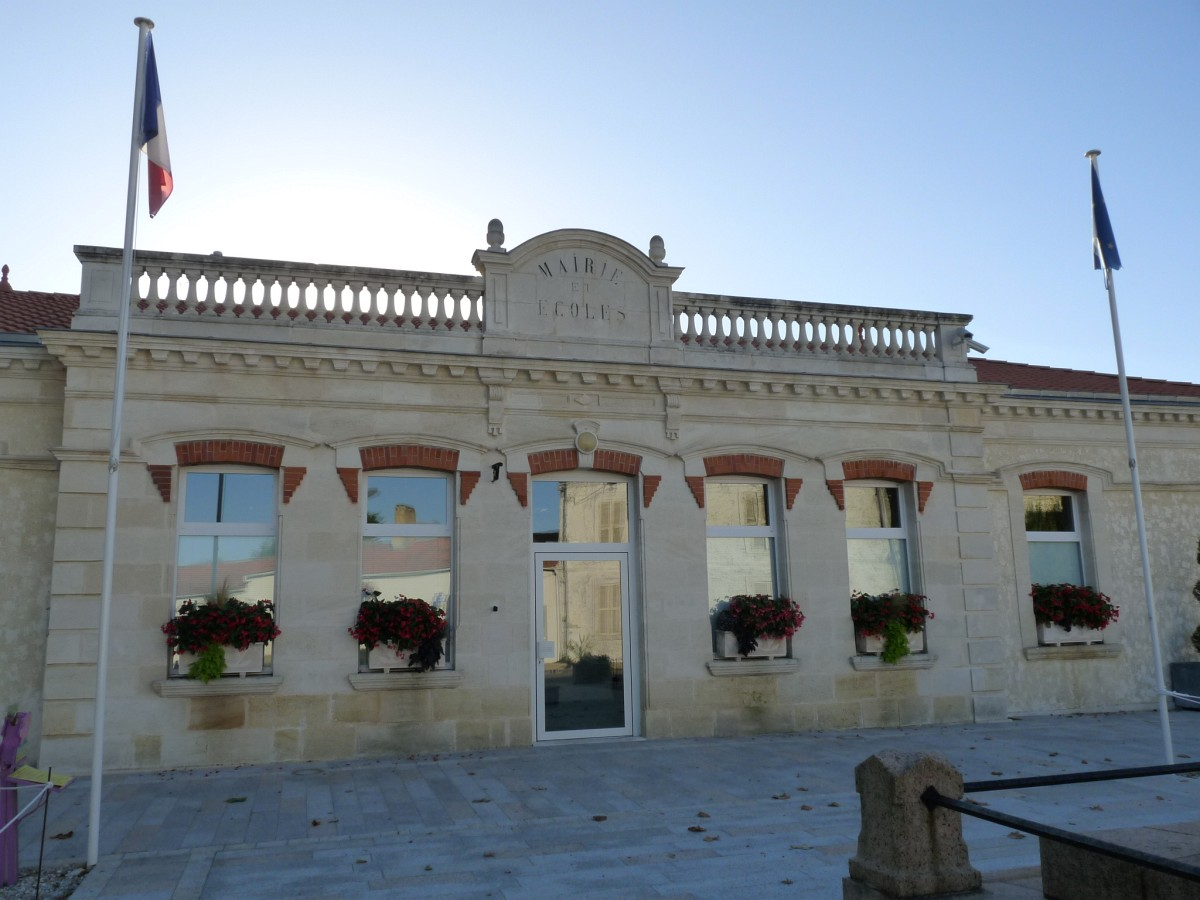
La mairie.

Lors de la création du Parc naturel régional du Médoc en 2019, le conseil municipal a voté contre l'entrée dans le parc : Vensac est donc la seule commune non incluse dans le parc, parmi les 53 communes des intercommunalités concernées.

## Démographie
L'évolution du nombre d'habitants est connue à travers les recensements de la population effectués dans la commune depuis 1793. Pour les communes de moins de 10 000 habitants, une enquête de recensement portant sur toute la population est réalisée tous les cinq ans, les populations de référence des années intermédiaires étant quant à elles estimées par interpolation ou extrapolation. Pour la commune, le premier recensement exhaustif entrant dans le cadre du nouveau dispositif a été réalisé en 2007.

En 2022, la commune comptait 1 146 habitants, en évolution de +17,9 % par rapport à 2016 (Gironde : +6,91 %, France hors Mayotte : +2,11 %).
| 1793 | 1800 | 1806 | 1821 | 1831 | 1836 | 1841 | 1846  | 1851  |
| ---- | ---- | ---- | ---- | ---- | ---- | ---- | ----- | ----- |
| 806  | 838  | 718  | 889  | 995  | 960  | 994  | 1 060 | 1 089 |

| 1856  | 1861  | 1866  | 1872  | 1876  | 1881  | 1886  | 1891  | 1896  |
| ----- | ----- | ----- | ----- | ----- | ----- | ----- | ----- | ----- |
| 1 067 | 1 056 | 1 035 | 1 020 | 1 132 | 1 164 | 1 184 | 1 155 | 1 087 |

| 1901  | 1906 | 1911 | 1921 | 1926 | 1931 | 1936 | 1946 | 1954 |
| ----- | ---- | ---- | ---- | ---- | ---- | ---- | ---- | ---- |
| 1 054 | 987  | 882  | 781  | 760  | 713  | 679  | 583  | 706  |

| 1962 | 1968 | 1975 | 1982 | 1990 | 1999 | 2006 | 2007 | 2012 |
| ---- | ---- | ---- | ---- | ---- | ---- | ---- | ---- | ---- |
| 641  | 662  | 620  | 680  | 658  | 694  | 762  | 772  | 932  |

| 2017 | 2022  | - | - | - | - | - | - | - |
| ---- | ----- | - | - | - | - | - | - | - |
| 986  | 1 146 | - | - | - | - | - | - | - |

## Économie
L'activité économique concerne principalement les secteurs du vin et du tourisme. Des sociétés de services gravitent autour d'un noyau artisanal, avec la présence d'une pépinière et d'un paysagiste. Un marché aux saveurs a lieu durant la période estivale. 

### Viticulture
Vensac abrite cinq exploitations viticoles produisant du vin de Médoc : Château David, Château de Taste, Château Les Artigues, Clos Fourest et Château Le Bernardot.

### Tourisme
La commune accueille les visiteurs par trois campings, de une à quatre étoiles, et quelques gîtes ruraux.

### Commerces
- Une supérette magasin d'alimentation.

## Équipements, services et vie locale
- La supérette.

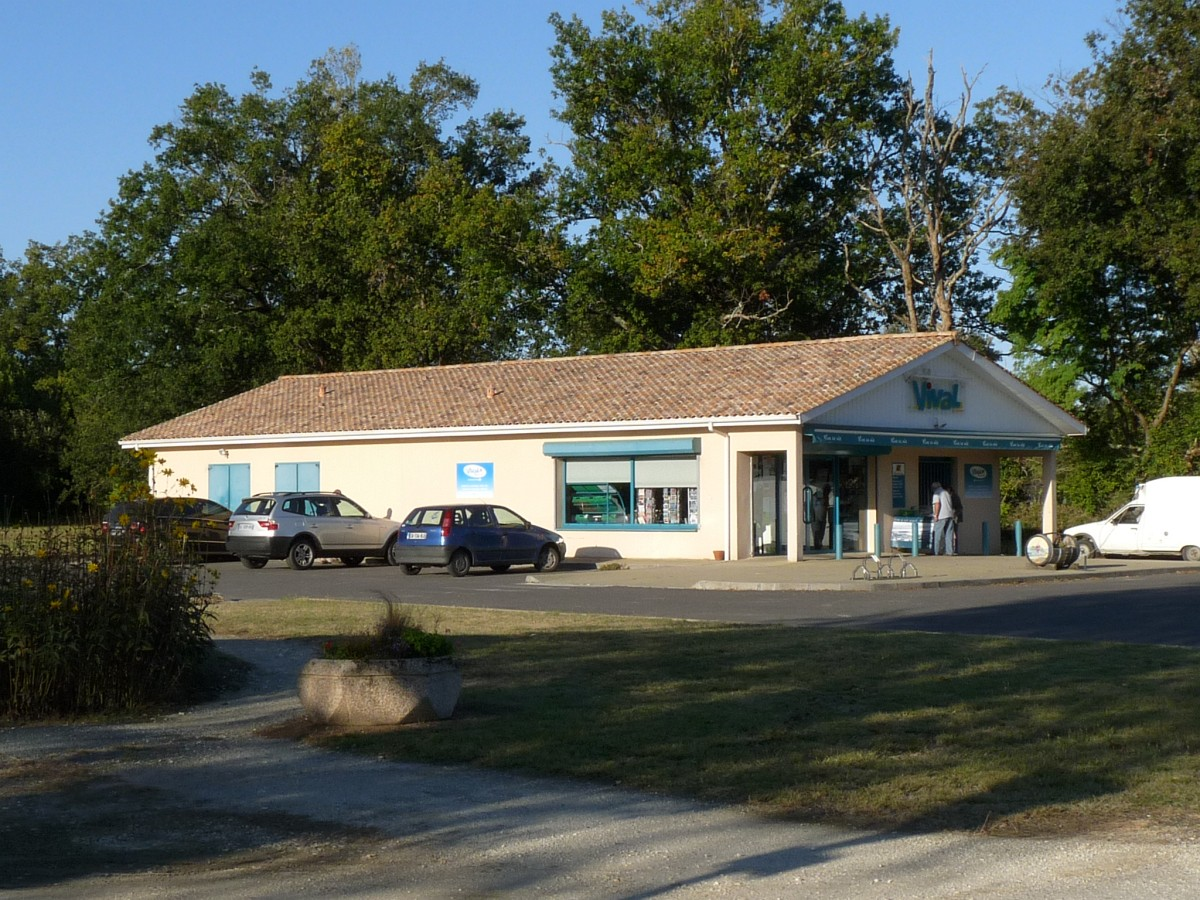
Le bureau de poste.
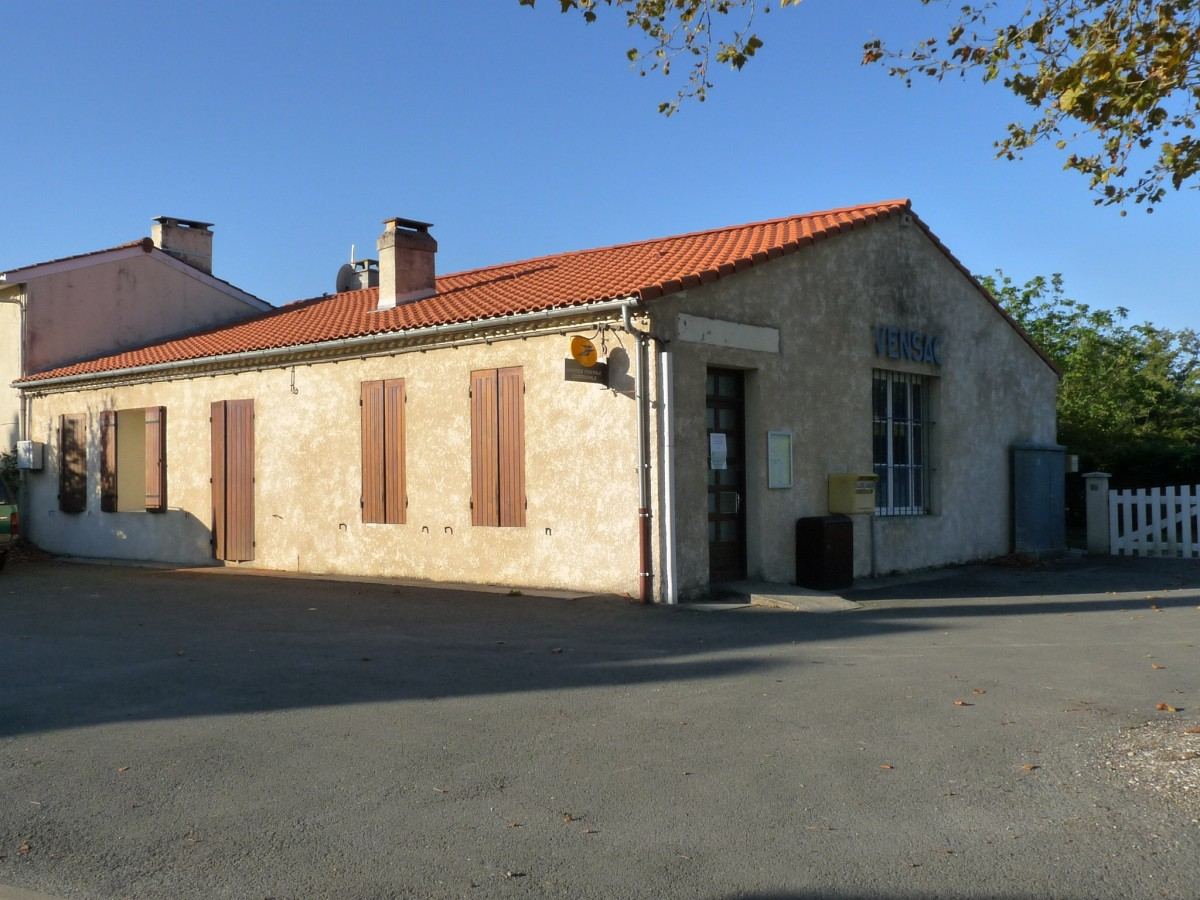
L'agence postale.

### Manifestations et vie locale
- Mounaques : poupées de chiffons et de pailles de taille humaine (idée inspirée de la tradition du village de Campan) ;
  - 2001 : Les villageois (le maire, le garde champêtre, le postier, l'infirmière, les résidents…) ;
  - 2002 : Vensac Circus ;
  - 2003 : Les vieux métiers ;
  - 2004 : Les Olympiades médocaines ;
  - 2005 : Jules Verne ;
  - 2006 : Vensac Paramour ;
  - 2007 : Les peuples du monde : reproduction de la Tour Eiffel de 8 m de haut (400 kg de ferraille, plus de 3000 soudures, 5 kg de peinture).

## Lieux et monuments

### Patrimoine religieux
- Croix de mission, colonne monumentale avec statue métallique de la Vierge.

#### L'église paroissiale
L'église, dédiée à saint Eutrope de Saintes et à saint Pierre est d'origine romane. Elle date du XIIe siècle, avec une rénovation au XIIIe siècle. L'église avait la forme classique d'une croix latine avec chevet semi-circulaire et voûté en cul-de-four. Au XVIIe siècle les bas-côtés sont ajoutés au nord et au sud, pour donner la forme rectangulaire que l'on trouve aujourd'hui.
| - La façade ouest. - La façade sud. - L'abside. |

A l'extérieur, la seule partie romane qui subsiste est l'abside, formée de sept pans : deux pans avec fenêtres aveugles, qui correspondent au choeur, et cinq avec fenêtres, qui correspondent au chevet. 
- Chaque pan est divisé horizontalement en trois parties par deux cordons.
- Les chapiteaux des colonnes qui séparent les pans ont une décoration végétale, malheureusement assez dégradée.
- La corniche est supportée par une série de modillons, dont trois, sur les pans sud sont figurés. Les autres sont sans décoration.

L'intérieur de l'église est décoré avec des peintures murales et la majorité des colonnes de la nef et du transept sont peints, comme à l'époque romane.
| - La nef vers l'ouest. - La nef et bas-côté sud. - La nef et bas-côté nord. |

- Quelques chapiteaux romans. Parmi les chapiteaux figurés on trouve des classiques de l'art roman : le lion bi-corporé ; une bête avec tête humaine ; un homme avec les oreilles d'âne et des têtes humaines grimaçantes. La décoration végétales est aussi classique et typique de la fin du XIIe siècle.

|  |

|  |

- Les murs des bas-côtés nord et sud sont décorés par une série de peintures murales. Malheureusement ces peintures ont besoin d'une restauration. Les trois peintures qui sont en le moins mauvais état sont illustrées dessous.

| - Peintures murales |

- Les vitraux du chevet de l'église sont l’œuvre du maître-verrier bordelais Marcel Feur et datent de 1924.

| - Chœur nord - Saint Jean Baptiste - Saint Michel - Saint François - Chœur sud |

| - Font baptismal - Confessionnal - Chaire à prêcher - Mémorial aux morts |

- Décor de l'église
  - Le font baptismal est creusé dans un bloc de pierre et décoré avec des cannelures verticales. On trouve des fonts semblable en Charente, Charente-Maritime et en Gironde. Ils datent presque tous du XVe siècle.
  - Le confessionnal de l'église date, très probablement du XVIIIe siècle
  - Le Chaire à prêcher en bois est enroulée autour d'un colonne du côté nord de la nef.
  - le mémorial aux morts de la première guerre mondiale porte les noms des 29 hommes de Vensac morts dans la période 1914-1918.
- Eglise Saint-Pierre de Vensac sur Commons contiennent d'autres illustrations.

### Patrimoine civil

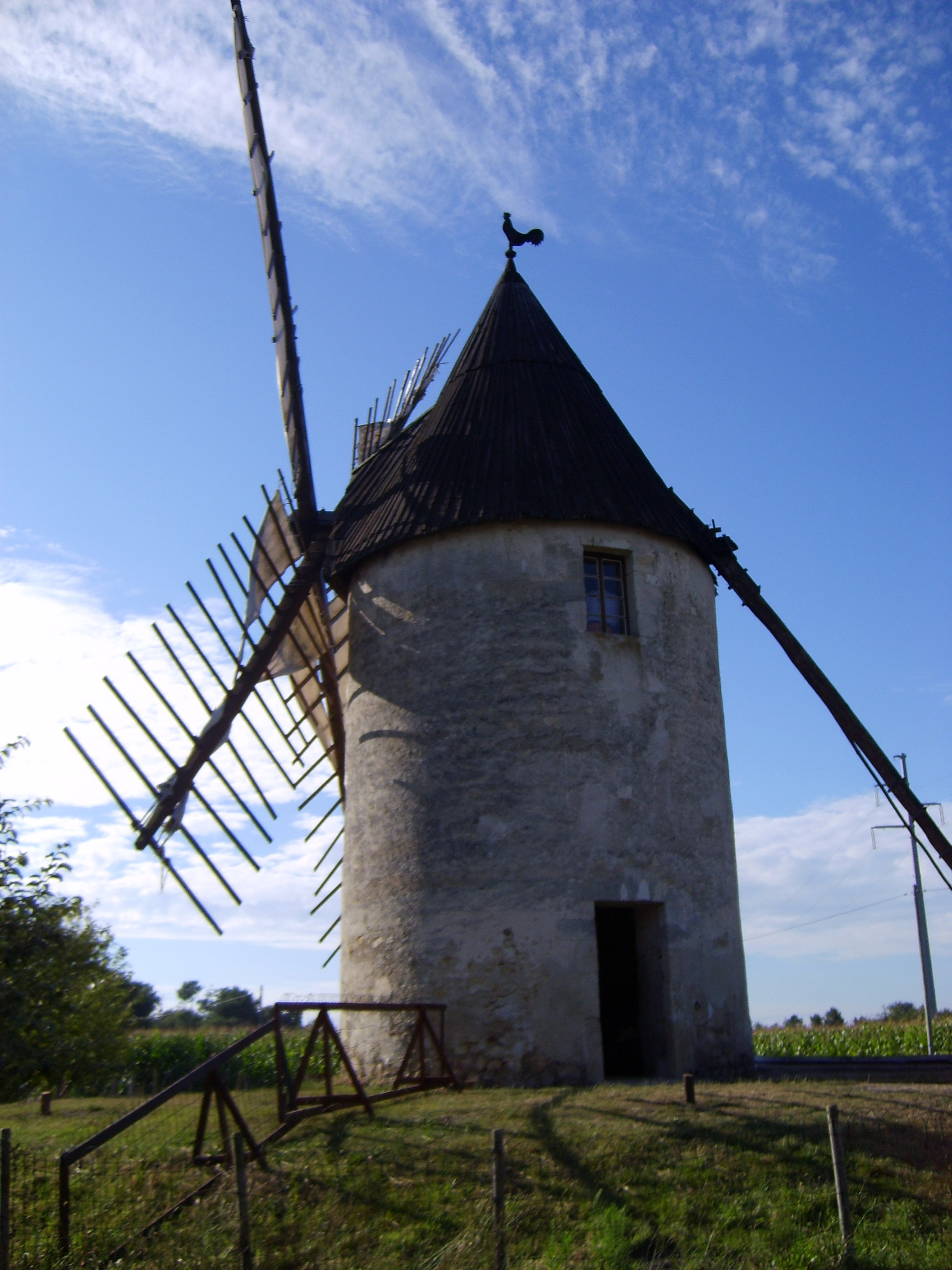
Moulin de Vensac.

- Moulin de Vensac : moulin tour à vent du XVIIIe siècle à visiter. Toutes les pièces sont d'origine et il fabrique de la farine pendant les visites, qui est à la vente pour les visiteurs. Patrimoine en bon état de conservation[37].